# Провинчале Гаспарона (Виченца)
Провинчале Гаспарона је насеље у Италији у округу Виченца, региону Венето.
Према процени из 2011. у насељу је живело 943 становника. Насеље се налази на надморској висини од 94 м.